# Rohkaffee

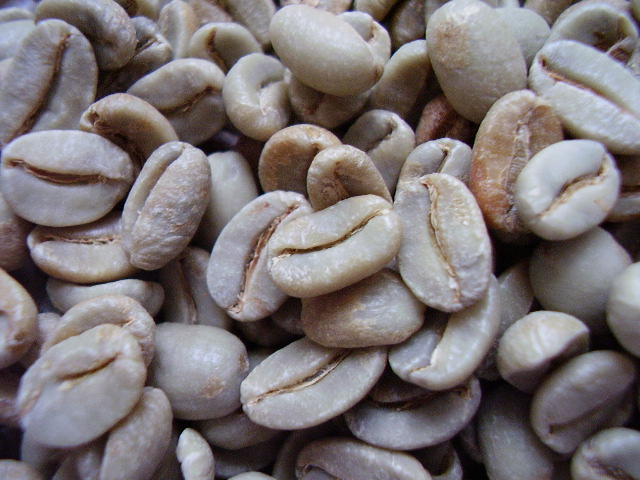
Rohe Kaffeebohnen

Rohkaffee wird aus den Früchten des Kaffeestrauches durch eine Aufbereitung (meist im Ernteland) gewonnen.
Bei der Aufbereitung von Kaffeebohnen werden die Fruchthaut, das Fruchtfleisch (die sogenannte Pulpe), der auf dem Pergamenthäutchen befindliche Schleim, das Pergamenthäutchen und  – soweit möglich – auch das Silberhäutchen entfernt. Das kann auf trockenem Weg – dann spricht man von ungewaschenem –, wie auch auf nassem Weg – spricht man von gewaschenem Kaffee – erreicht werden. Trocken aufbereitete Bohnen werden inklusive des Fruchtfleischs an der Sonne getrocknet und erst danach vom Fruchtfleisch befreit. Dadurch nehmen die Bohnen Süße und Geschmack vom Fruchtfleisch an. Die Kaffees werden dadurch vergleichsweise süß und fruchtig. Bei der gewaschenen Aufbereitung wird das Fruchtfleisch nach der Ernte entfernt und die Kaffeebohnen ohne Fruchtfleisch während ca. 4–10 Tagen getrocknet. Dies ergibt einen sehr klaren und sauberen Geschmack im Kaffee, gleichzeitig auch eher säurebetonte Kaffees. Zusätzlich dazu gibt es Mischformen, wie beispielsweise das Honey-Verfahren oder sogenannte semi-washed Verfahren, bei denen die Früchte mechanisch von einem Teil des Fruchtfleisches befreit werden, aber die sogenannte Mucilage („Fruchtschleim“) während der Trocknung um die Bohnen bleibt. Dadurch kann der Kaffee eine Klarheit entwickeln, hat aber gleichzeitig eine angenehme Süße, was oft sehr ausgewogene Kaffees gibt. Welche Aufbereitungsart verwendet wird, hängt oft mit den klimatischen Bedingungen in den Anbauländern sowie mit Traditionen zusammen. Vermehrt wird mit der Aufbereitung der Kaffees sowohl bei Arabica, als auch bei Robusta (Canephora) Kaffeebohnen experimentiert um die geschmackliche Vielfalt der Kaffeebohnen weiterzuentwickeln und um Qualität und Erträge zu erhöhen.
In einer Endbehandlung werden noch enthaltene Verunreinigungen abgetrennt und die Bohnen – bei hochwertigen Kaffees mit der Hand – verlesen, das bedeutet nach Größe und Qualität sortiert. Das ergibt den marktfertigen Rohkaffee, der dann (häufig im Konsumentenland) geröstet wird.

## Handelseinheit und Transportmodi
Rohkaffee wird noch heute – an der Börse Bremen – in der Mengeneinheit eines Sacks zu 60 kg Masse gehandelt. Während früher in einen 20-Fuß-Seecontainer 300 Säcke also 18 Tonnen Kaffee geschichtet wurden, können in einen mit Kunstfaser-Liner ausgestatteten gleich großen Container 21,6 t Rohkaffee geschüttet werden. Seeschiff – Binnenschiff ab Bremerhaven nach Bremen – überschwerer Lkw (ab 2003 Sonderbewilligung mit Auflagen Gesamtgewicht 65 t auf 7-achsigem Lkw-Hänger-Zug statt 44 t für den Kombinierten Verkehr) innerhalb Bremens – und eventuell Eisenbahnzug nach Berlin ist die Transportkette zu Jacobs. In den Containern helfen Trocknungssäcke und Kartonbeilagen an den Bohnen anliegendes Kondenswasser zu vermeiden. Der Liner, auch „Inlet“, muss in der bei der Füllung offenen Türöffnung von einem gespannten Seilnetz oder Querstangen unterstützt werden.
In Brasilien hat der Sack 60 kg, in Mittelamerika jedoch 69 kg – abgeleitet von 150 Pfund.